# Novi Sad Wild Dogs
I Novi Sad Wild Dogs sono una squadra di football americano di Novi Sad, in Serbia, fondata nel 2013.

## Dettaglio stagioni

### Tackle

#### Tornei nazionali

##### Campionato

###### Prva Liga
| Stagione | regular season | regular season | regular season | regular season | regular season | regular season | playoff | playoff | playoff | playoff | playoff | playoff    | playoff               |
|          | Vin            | Par            | Per            | Tot            | PF             | PS             | Vin     | Per     | Tot     | PF      | PS      | risultato  | avversaria            |
| -------- | -------------- | -------------- | -------------- | -------------- | -------------- | -------------- | ------- | ------- | ------- | ------- | ------- | ---------- | --------------------- |
| 2019     | 4              | 0              | 3              | 7              | 121            | 155            | 0       | 1       | 1       | 12      | 35      | Semifinale | Kragujevac Wild Boars |
| 2020     | 0              | 0              | 5              | 5              | 208            | 255            | 0       | 1       | 1       | 42      | 59      | Wild Card  | Banat Bulls           |
| 2021     | 2              | 0              | 4              | 6              | 86             | 146            | -       | -       | -       | -       | -       | -          | -                     |
| 2022     | 2              | 0              | 4              | 6              | 74             | 96             | 1       | 1       | 2       | 45      | 51      | Semifinale | Beograd Vukovi        |
| Totale   | 8              | 0              | 16             | 24             | 489            | 652            | 1       | 3       | 4       | 99      | 145     |            |                       |

Fonti: Enciclopedia del Football - A cura di Roberto Mezzetti

###### Druga Liga
| Stagione | regular season | regular season | regular season | regular season | regular season | regular season | playoff | playoff | playoff | playoff | playoff | playoff        | playoff               |
|          | Vin            | Par            | Per            | Tot            | PF             | PS             | Vin     | Per     | Tot     | PF      | PS      | risultato      | avversaria            |
| -------- | -------------- | -------------- | -------------- | -------------- | -------------- | -------------- | ------- | ------- | ------- | ------- | ------- | -------------- | --------------------- |
| 2017     | 0              | 0              | 5              | 5              | 7              | 160            | 1       | 0       | 1       | 13      | 7       | Non retrocessi | Kraljevo Royal Crowns |
| 2018     | 5              | 0              | 0              | 5              | 125            | 20             | 2       | 0       | 2       | 56      | 18      | Campioni       | Klek Knights          |
| Totale   | 5              | 0              | 5              | 10             | 132            | 180            | 3       | 0       | 3       | 69      | 25      |                |                       |

Fonti: Enciclopedia del Football - A cura di Roberto Mezzetti

###### Treća Liga
| Stagione | regular season | regular season | regular season | regular season | regular season | regular season | playoff | playoff | playoff | playoff | playoff | playoff   | playoff     |
|          | Vin            | Par            | Per            | Tot            | PF             | PS             | Vin     | Per     | Tot     | PF      | PS      | risultato | avversaria  |
| -------- | -------------- | -------------- | -------------- | -------------- | -------------- | -------------- | ------- | ------- | ------- | ------- | ------- | --------- | ----------- |
| 2016     | 4              | 0              | 0              | 4              | 53             | 20             | 2       | 1       | 3       | 34      | 28      | Finale    | Sofia Bears |
| Totale   | 4              | 0              | 0              | 4              | 53             | 20             | 2       | 1       | 3       | 34      | 28      |           |             |

Fonti: Enciclopedia del Football - A cura di Roberto Mezzetti

##### Campionati giovanili

###### Juniorska Liga
| Stagione | regular season | regular season | regular season | regular season | regular season | regular season | playoff | playoff | playoff | playoff | playoff | playoff          | playoff               |
|          | Vin            | Par            | Per            | Tot            | PF             | PS             | Vin     | Per     | Tot     | PF      | PS      | risultato        | avversaria            |
| -------- | -------------- | -------------- | -------------- | -------------- | -------------- | -------------- | ------- | ------- | ------- | ------- | ------- | ---------------- | --------------------- |
| 2015     | 1              | 0              | 5              | 6              | 36             | 165            | -       | -       | -       | -       | -       | -                | -                     |
| 2016     | 4              | 0              | 0              | 4              | 214            | 8              | 2       | 0       | 2       | 92      | 13      | Campioni         | Kragujevac Wild Boars |
| 2017     | 1              | 0              | 3              | 4              | 29             | 112            | -       | -       | -       | -       | -       | -                | -                     |
| 2018     | 1              | 0              | 2              | 3              | 14             | 65             | 0       | 1       | 1       | 0       | 43      | Quarti di finale | Beograd Vukovi        |
| Totale   | 7              | 0              | 10             | 17             | 293            | 350            | 2       | 1       | 3       | 92      | 56      |                  |                       |

Fonti: Enciclopedia del Football - A cura di Roberto Mezzetti

#### Tornei internazionali

##### Balkan Football League
| Stagione | regular season | regular season | regular season | regular season | regular season | regular season | playoff | playoff | playoff | playoff | playoff | playoff   | playoff               |
|          | Vin            | Par            | Per            | Tot            | PF             | PS             | Vin     | Per     | Tot     | PF      | PS      | risultato | avversaria            |
| -------- | -------------- | -------------- | -------------- | -------------- | -------------- | -------------- | ------- | ------- | ------- | ------- | ------- | --------- | --------------------- |
| 2021     | 2              | 0              | 0              | 2              | 91             | 12             | 0       | 1       | 1       | 12      | 16      | Finale    | Belgrade Blue Dragons |
| Totale   | 2              | 0              | 0              | 2              | 91             | 12             | 0       | 1       | 1       | 12      | 16      |           |                       |

Fonti: Enciclopedia del Football - A cura di Roberto Mezzetti

### Flag

#### Campionato

##### Ženska Fleg Liga
| Stagione | regular season | regular season | regular season | regular season | regular season | regular season | playoff | playoff | playoff | playoff | playoff | playoff   | playoff    |
|          | Vin            | Par            | Per            | Tot            | PF             | PS             | Vin     | Per     | Tot     | PF      | PS      | risultato | avversaria |
| -------- | -------------- | -------------- | -------------- | -------------- | -------------- | -------------- | ------- | ------- | ------- | ------- | ------- | --------- | ---------- |
| 2015     | 1              | 0              | 5              | 6              | 78             | 98             | -       | -       | -       | -       | -       | -         | -          |
| Totale   | 1              | 0              | 5              | 6              | 78             | 98             | -       | -       | -       | -       | -       |           |            |

Fonti: Enciclopedia del Football - A cura di Roberto Mezzetti

#### Campionati giovanili

##### Pionirska Fleg Liga
| Stagione | regular season | regular season | regular season | regular season | regular season | regular season | playoff | playoff | playoff | playoff | playoff | playoff   | playoff    |
|          | Vin            | Par            | Per            | Tot            | PF             | PS             | Vin     | Per     | Tot     | PF      | PS      | risultato | avversaria |
| -------- | -------------- | -------------- | -------------- | -------------- | -------------- | -------------- | ------- | ------- | ------- | ------- | ------- | --------- | ---------- |
| 2017     | 2              | 0              | 2              | 6              | 100            | 90             | -       | -       | -       | -       | -       | -         | -          |
| Totale   | 2              | 0              | 2              | 6              | 100            | 90             | -       | -       | -       | -       | -       |           |            |

Fonti: Enciclopedia del Football - A cura di Roberto Mezzetti

### Riepilogo fasi finali disputate
| Anno            | Luogo      | Evento     | Fase del torneo         | Incontro                                   | Risultato |
| 24 luglio 2016  | Novi Sad   | Treća Liga | Finale                  | Novi Sad Wild Dogs - Sofia Bears           | 0 - 28    |
| 2 luglio 2017   |            | Druga Liga | Spareggio retrocessione | Novi Sad Wild Dogs - Kraljevo Royal Crowns | 13 - 7    |
| 16 giugno 2018  |            | Druga Liga | Finale                  | Novi Sad Wild Dogs - Klek Knights          | 27 - 18   |
| 23 giugno 2019  | Kragujevac | Prva Liga  | Semifinale              | Kragujevac Wild Boars - Novi Sad Wild Dogs | 35 - 12   |
| 8 novembre 2020 | Pančevo    | Prva Liga  | Wild Card               | Banat Bulls - Novi Sad Wild Dogs           | 59 - 42   |
| 1º agosto 2021  |            | BFL        | Finale                  | Belgrade Blue Dragons - Novi Sad Wild Dogs | 16 - 12   |
| 26 giugno 2022  |            | Prva Liga  | Semifinale              | Beograd Vukovi - Novi Sad Wild Dogs        | 45 - 12   |

## Palmarès
- 1 Druga Liga (2018)
- 1 Juniorska Liga (2016)